# The Big Picture (album Big L)
The Big Picture – drugi i jednocześnie ostatni album studyjny amerykańskiego rapera Big L-a. Został wydany 1 sierpnia 2000 roku. Pierwszym singlem promującym album było "Holdin it Down" ze Stanem Spitem i członkiem D.I.T.C. A.G. Przy nagrywaniu albumu współpracowali: Fat Joe, Kool G Rap i Big Daddy Kane. Ostatecznie został zatwierdzony jako złoty album.

## Lista utworów
| #  | Tytuł                       | Producent    | Wykonawca                          |
| -- | --------------------------- | ------------ | ---------------------------------- |
| 1  | „The Big Picture (Intro)”   | DJ Premier   | Big L                              |
| 2  | „Ebonics”                   | Ron Browz    | Big L                              |
| 3  | „Size ’Em Up”               | Ron Browz    | Big L                              |
| 4  | „Deadly Combination”        | Ron G        | Big L, 2Pac                        |
| 5  | „'98 Freestyle”             | Lord Finesse | Big L                              |
| 6  | „Holdin' it Down”           | Pete Rock    | Big L, A.G., Miss Jones, Stan Spit |
| 7  | „The Heist”                 | Ron Browz    | Big L                              |
| 8  | „The Enemy”                 | DJ Premier   | Big L, Fat Joe                     |
| 9  | „Fall Back”                 | Shomari      | Big L, Kool G Rap                  |
| 10 | „Flamboyant”                | Mike Heron   | Big L, Scratches by DJ Sebb        |
| 11 | „Casualties of a Dice Game” | Ron Browz    | Big L                              |
| 12 | „Platinum Plus”             | DJ Premier   | Big L, Big Daddy Kane              |
| 13 | „Who You Slidin' Wit'”      | Pete Rock    | Big L, Stan Spit                   |
| 14 | „Games”                     | Ysae         | Big L, Guru, Sadat X               |
| 15 | „The Heist Revisited”       | Lord Finesse | Big L                              |
| 16 | „The Triboro”               | Showbiz      | Big L, Fat Joe, O.C., Remy Ma      |